# Kurspflege
Kurspflege (oder Kursregulierung) sind im Börsenwesen sämtliche Maßnahmen von Marktteilnehmern, die das Ziel haben, den Börsenkurs eines Handelsobjekts zu beeinflussen.

## Allgemeines
Kurspflege ist eine freiwillige Intervention in die Marktentwicklung, um die Kurse von Effekten deren innerem Wert anzupassen und so auf einen möglichst gleichmäßigen Kursverlauf einzuwirken. Kurspflege ist die gezielte Einwirkung auf den Börsenkurs eines Wertpapiers, die nicht durch die aktuelle Geschäftslage des Emittenten oder die allgemeine Marktentwicklung begründet ist. Marktteilnehmer, die Kurspflege betreiben, sind Kreditinstitute im Rahmen ihres Eigenhandels oder Market-Maker und Designated Sponsoren als zugelassene Börsenteilnehmer. Handelsobjekte sind Effekten (Aktien oder Anleihen), Devisen oder Commodities. Kurspflege bezieht sich ausschließlich auf zufällige und erratische sowie extreme Kursschwankungen, die nicht der allgemeinen Marktlage entsprechen, darf aber keine andere Markttendenz herbeiführen.
Im Regelfall bilden sich Börsenkurse aufgrund der Marktmechanismen durch Angebot und Nachfrage und unterliegen dadurch Kursschwankungen (Volatilitäten), die auch extreme Ausmaße annehmen können. Den Emittenten oder Anbietern dieser Handelsobjekte ist aber daran gelegen, vor allem extreme Volatilitäten zu verhindern, weil sie Noise auslösen könnten oder bereits beinhalten, der auf dem Finanzmarkt zu einem Herdenverhalten und damit zu Marktstörungen führen könnte.

## Arten
Unterschieden werden kann danach, wer Kurspflege betreibt, in welchem Zeitraum sie durchgeführt wird und welches Niveau die Eingriffe erreichen. Die an der Kurspflege interessierten Wirtschaftssubjekte sind die Emittenten selbst, Großaktionäre, Bankenkonsortien, Market-Maker oder Designated Sponsoren. Emittenten können in ihren Emissionsbedingungen eine Sperrfrist vorsehen, innerhalb derer die Aktionäre ihre Aktien nicht verkaufen dürfen. Auch der Aktienrückkauf (bei Kurssturz) und der Greenshoe (bei Überzeichnung) dienen zur Kursstabilisierung. Market-Maker oder Designated Sponsoren sind aufgrund der Börsenordnung (z. B. § 80 BörsO Börse Frankfurt) dauerhaft verpflichtet, verbindliche Quotes zu stellen, um Angebots- oder Nachfragelücken auszugleichen.
Der Zeitraum der Kurspflege kann sich auf eine kurze Zeit nach Börsengang (Emittenten) oder auf Dauer (Market-Maker oder Designated Sponsoren) beziehen.
Es werden zudem drei Kurspflegemaßnahmen unterschieden:
- Bei reiner Stabilisierung (englisch pure stabilization) werden bei fallenden Kursen Aktien regulär und transparent über den Markt (die Börse) zurückgekauft (Aktienrückkauf).
- Bei Kurspflege über Short Positionen (englisch short covering) wird durch die anfängliche Platzierung von mehr Aktien als eigentlich zu emittieren sind (bzw. durch eine Kapitalerhöhung neu entstanden sind), meist über die Wertpapierleihe eines Greenshoes, eine Verbindlichkeit aufgebaut, die sich entweder durch Aktienrückkauf oder durch Umwandlung der Leihe in einen Kauf wieder glatt stellt.
- Bei den vergleichsweise selten vorkommenden Strafgeboten (englisch penalty bids) stützen die Konsortialbanken den Kurs, indem sie Verkaufsaufträge ihrer Kunden über die entsprechende Aktie zurückhalten oder selbst kaufen.

Hier geht es darum, nachfrage- oder angebotsbedingte Kursstabilisierungen zu betreiben.

## Rechtsfragen
Rechtsgrundlage für die Kurspflege sind Konsortialverträge der Emittenten mit den Konsortialbanken oder die Börsenordnungen der jeweiligen Börsen. In beiden Fällen übernehmen die Banken oder die Market-Maker und Designated Sponsoren die Pflicht, als Käufer oder Verkäufer eines bestimmten Wertpapiers aufzutreten, wenn es an der Börse zu Angebots- oder Nachfrageüberhängen kommen sollte. Entweder sind die Interventionskurse in den Konsortialverträgen genannt oder ergeben sich aus der Marktentwicklung als Quotes der Market-Maker und Designated Sponsoren.
Besonderen Raum nimmt die Rechtsfrage ein, ob die Kurspflege eine strafbewehrte Marktmanipulation darstellt, denn sie greift in das Marktgeschehen künstlich ein. Bereits 1884 enthielt das ADHGB eine Strafnorm, wonach sich strafbar machte, wer „in betrügerischer Absicht auf Täuschung berechnete Mittel anwendete, um auf den Kurs von Aktien einzuwirken“ (Art. 249d ADHGB). Bis Juni 2002 enthielt das BörsG die Vorschrift, dass wer zur „Einwirkung auf den Börsen- oder Marktpreis von Wertpapieren (…) unrichtige Angaben über Umstände macht, die für die Bewertung der Wertpapiere (…) erheblich sind, oder solche Umstände entgegen bestehenden Rechtsvorschriften verschweigt oder sonstige auf Täuschung berechnete Mittel anwendet, wird (…) bestraft“ (§ 88 BörsG a. F.).
Die Marktmissbrauchsverordnung (MMVO) verbietet allgemein die Vornahme von Geschäften, die geeignet sind, ein künstliches Preisniveau herbeizuführen. Die Verordnung (EG) Nr. 2273/2003 vom 22. Dezember 2003 zur Durchführung der Richtlinie 2003/6/EG des Europäischen Parlaments und des Rates – Ausnahmeregelungen für Rückkaufprogramme und Kursstabilisierungsmaßnahmen machte im Erwägungsgrund 11 deutlich, dass Kursstabilisierungsmaßnahmen hauptsächlich die vorübergehende Stützung des Emissionskurses unter Verkaufsdruck geratener Wertpapiere bewirken, „mindern so den durch kurzfristige Anleger verursachten Verkaufsdruck und halten für die relevanten Wertpapiere geordnete Marktverhältnisse aufrecht. Dies liegt sowohl im Interesse der Anleger, die die relevanten Wertpapiere im Rahmen eines signifikanten Zeichnungsangebots gezeichnet oder gekauft haben, als auch im Interesse der Emittenten. Auf diese Weise können Kursstabilisierungsmaßnahmen das Vertrauen der Anleger und der Emittenten in die Finanzmärkte stärken.“ Sie verstand in Art. 2 Nr. 7 als Kursstabilisierung „jeden Kauf bzw. jedes Angebot zum Kauf relevanter Wertpapiere und jede Transaktion mit vergleichbaren verbundenen Instrumenten, die Wertpapierhäuser oder Kreditinstitute im Rahmen eines signifikanten Zeichnungsangebots für diese Wertpapiere mit dem alleinigen Ziel tätigen, den Marktkurs dieser relevanten Wertpapiere für einen im Voraus bestimmten Zeitraum zu stützen, wenn auf diese Wertpapiere Verkaufsdruck besteht“.
In Artikel 5 Abs. 4 MMVO (Verordnung (EU) Nr. 596/2014 vom 16. April 2014 über Marktmissbrauch und zur Aufhebung der Richtlinie 2003/6/EG des Europäischen Parlaments und des Rates und der Richtlinien 2003/124/EG, 2003/125/EG und 2004/72/EG der Kommission) wird schließlich klargestellt, dass Kurspflege keine Marktmanipulation ist. Durch Kurspflege wird kein künstliches Kursniveau herbeigeführt, sondern im Gegenteil sich abzeichnende Marktengen oder Marktbreiten nivelliert.

## Wirtschaftliche Aspekte
Extreme Kursschwankungen können auch die Folge von Angebots- oder Nachfragelücken sein, welche durch die kurspflegenden Wirtschaftssubjekte ausgeglichen werden (Stützungskäufe und Stützungsverkäufe). Dadurch beseitigen sie Marktengen und sorgen für eine Erhöhung der Marktbreite und der Marktliquidität, so dass eine gewisse Kursstabilisierung eintritt. Steht am Aktienmarkt beispielsweise die Ausübung eines Bezugsrechts an, werden die Emissionsbanken den Aktienkurs hochzuhalten suchen, damit der Emissionskurs junger Aktien besonders attraktiv erscheint. Am Rentenmarkt betreibt insbesondere die Deutsche Bundesbank Kurspflege für die Bundeswertpapiere. Aber auch Realkreditinstitute sind durch Kurspflege bei eigenen Pfandbriefen bemüht, Angebotsüberhänge vom Markt zu nehmen. Aufgabe der Kurspflege ist der Ausgleich von übermäßig starken Tagesschwankungen, nicht jedoch eine langfristige Stützung des Marktes.

## Abgrenzungen
Die der Kurspflege dienenden Stützungskäufe und -verkäufe sind nicht auf das Börsenwesen und nicht auf dessen Handelsobjekte beschränkt, sondern betreffen alle Handelswaren und alle Märkte. Der Staatsinterventionismus bzw. Etatismus zeigt sich bei Devisenmarktinterventionen durch Zentralbanken und ist ebenfalls eine Kurspflege in Form eines staatlichen Hoheitsaktes. Eine Pflicht für Zentralbanken zur Intervention bei Wechselkursen besteht nur noch bei festen Wechselkursen, wenn deren Wechselkursbandbreiten über- oder unterschritten werden sollten.

## International
In den EU-Mitgliedstaaten ist Kurspflege nach der Marktmissbrauchsverordnung erlaubt. In der Schweiz wird wegen Kursmanipulation bestraft, wer in der Absicht, „den Kurs von Effekten, die an einem Handelsplatz in der Schweiz zum Handel zugelassen sind, erheblich zu beeinflussen, um daraus für sich oder für einen anderen einen Vermögensvorteil zu erzielen“ (Art. 155 Finanzmarktinfrastrukturgesetz).
Da Wertpapieremissionen verschiedenste Gründe für starke Kursschwankungen auslösen können, diese jedoch oft nicht als rational oder positiv für die Aktionäre bewertet werden, haben viele Staaten deshalb die Kurspflege unter strengen Voraussetzungen für eine bestimmte Zeit (oft maximal bis 30 Tage nach der Kapitalmaßnahme) erlaubt.